# 뉴욕 시티 FC
뉴욕 시티 풋볼 클럽(영어: New York City Football Club)은 2013년 5월, 맨체스터 시티와 양키 글로벌 엔터프라이즈가 공동으로 투자해서 창단한 미국 프로축구 메이저 리그 사커의 20번째 신생 구단이다. 뉴욕의 브롱크스 자치구를 연고지로 하여, 2015년부터 메이저 리그 사커에 참가 중이다.

## 역사
맨체스터 시티와 양키 글로벌 엔터프라이즈가 공동으로 투자하였으며 2013년 메이저 리그 사커 가입비로 1억 달러 한화로 약 1,140억원을 지불하였다.

## 우승 기록
- MLS컵 (1회): 2021

## 선수단

### 현재 소속 선수 명단
참고: FIFA 자격 규정에 따라 소속된 국가대표팀 국기를 표시합니다. 선수는 복수의 FIFA 비회원국 국적을 가지고 있을 수 있습니다.
| 번호 | 포지션 | 국적         | 이름             |
| ---- | ------ | ------------ | ---------------- |
| 1    | GK     |              | 션 존슨          |
| 2    | DF     |              | 벤 스웨트        |
| 3    | DF     |              | 콰메 왓슨 시리보 |
| 4    | DF     |              | 막심 샤노        |
| 5    | DF     |              | 젭 브로브스키    |
| 6    | DF     | 페루         | 알렉산더 칼렌스  |
| 11   | MF     |              | 네드 그라바보이  |
| 12   | GK     | 푸에르토리코 | 조쉬 사운더스    |
| 13   | DF     |              | 조쉬 윌리엄스    |
| 14   | FW     |              | 패트릭 멀린스    |

| 번호 | 포지션 | 국적       | 이름                                   |
| ---- | ------ | ---------- | -------------------------------------- |
| 17   | DF     |            | 크리스 윙거트                          |
| 18   | GK     |            | 라이언 메아라 (뉴욕 레드불스에서 임대) |
| 19   | FW     |            | 키리 쉘튼                              |
| 20   | MF     | 모로코     | 메흐디 볼루시                          |
| 23   | MF     |            | 맷 던                                  |
| 26   | MF     | 콜롬비아   | 세바스티안 벨라스케스                  |
| 32   | FW     | 슬로바키아 | 아담 네메츠                            |
| 88   | MF     | 가나       | 콰두 포쿠                              |
| 99   | FW     |            | 토니 테일러                            |

- 하네스 볼프(2024 ~ )

## 역대 감독
| 감독            | 임기        |
| --------------- | ----------- |
| 파트리크 비에라 | 2016 ~ 2018 |

## 홈경기장
| 경기장        | 사용기간        | 장소        | 팀명         | 비고 |
| ------------- | --------------- | ----------- | ------------ | ---- |
| 양키 스타디움 | 2015년 ~ 2026년 | 뉴욕주 뉴욕 | 뉴욕 시티 FC |      |
| 에티하드 파크 | 2027년 ~        | 뉴욕주 뉴욕 | 뉴욕 시티 FC |      |

## 유나이티드 사커 리그제휴팀
- 윌밍턴 해머헤즈 FC (월밍턴, 노스캐롤라이나)

## 같이 보기
- 시티 풋볼 그룹
- 맨체스터 시티 FC (프리미어리그)
- 뉴욕 양키스 (메이저 리그 베이스볼)
- 뉴욕 레드불스 (메이저 리그 사커)
- 뉴욕 코스모스 (북미 축구 리그)
- 뉴욕 레드불스 II (유나이티드 사커 리그)